# 小畑大太郎

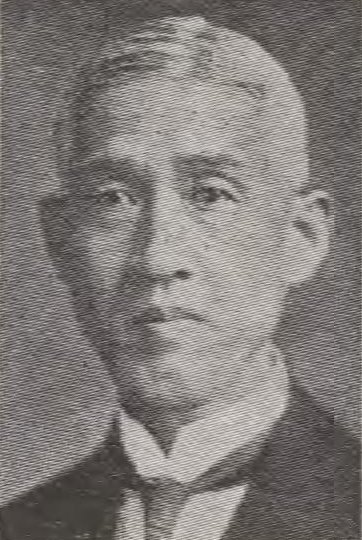
小畑大太郎

小畑 大太郎（おばた だいたろう、1873年（明治6年）5月22日 - 1946年（昭和21年）8月9日）は、明治から昭和前期の銀行家、政治家、華族。貴族院男爵議員、正三位勲三等。弟は陸軍飛行第五連隊長（立川飛行場長）の小畑厳三郎、陸軍三羽烏の小畑敏四郎。

## 経歴
男爵・小畑美稲の長男として東京府（現東京都）に生まれる。1894年（明治27年）に慶應義塾大学を卒業し、第十五銀行に入行。1900年（明治33年）に欧米に留学。1903年（明治36年）にニューヨーク大学商科卒業。ケミカル銀行、カナダ銀行で銀行事務を研究。帰国後、第十五銀行で書記を務めた後、同行副支配人となり、農村経済更生中央委員会委員となる。
1912年（大正元年）12月20日、父の死去に伴い男爵を襲爵。1916年（大正5年）9月16日、貴族院男爵議員補欠選挙で当選し第十五銀行を退職。公正会に所属し死去するまで在任した。1922年（大正11年）に第8回パリ万国議員商事会議に出席し、1946年（昭和21年）に永年在職議員として表彰された。
また、茨城県稲敷郡木原村（現美浦村）で農場を経営し、大日本農会評議員、私立東京農業大学評議員、茨城県農会顧問などを務めた。

## 親族
- 長女の春子は侍従長の渡辺充の妻。
- 次女秀子は指揮者齋藤秀雄の二度目の妻である[1]。

## 栄典
位階
- 1919年（大正8年）2月28日 - 従四位[8]